# Porto do Lajido
O Porto do Lajido é uma instalação portuária portuguesa, localizada no lugar do Lajido na freguesia de Santa Luzia, concelho de São Roque do Pico, ilha do Pico, arquipélago dos Açores.
Esta instalação portuária é principalmente usada para fins piscatórios e de recreio.